# Pedro Fuertes Bardají
Pedro Fuertes Bardaji (Uncastillo, 1850 - Pobla de Segur, 20 de juny de 1932) va ser Comissari d'Agricultura a Lleida i President de la Diputació de Lleida entre 1894-1896 i posteriorment en 1899.

## Orígens
Pedro Fuertes Bardaji va néixer el 1850 a Uncastillo, població que forma part de la comarca saragossana anomenada de Las Cinco Villas en el si d'una família terratinent coneguda com a Casa Fuertes d'Uncastillo. A aquesta Casa aragonesa van pertànyer: Pedro Fuertes capità dels paraires aragonesos que en 1591 va combatre amb la Castella de Felip II, ja que quan aquest monarca es va arruïnar després de la derrota de l'Armada Invencible -en aigües del Mar del Nord-, va exigir als aragonesos pagar amb els seus tributs els deutes de la guerra amb els anglesos. Cal anomenar també al religiós Antoni de Fuertes i Biota, qui en 1633 va ser nomenat auditor de la Província de Calàbria Ultra, posteriorment en 1635 Jutge Criminal de la Gran Cort de la Rectoria del Regne de Nàpols, després en 1646 Ministre Delegat a Flandes, Assessor de la Capitania i Governació General de l'Estat i finalment en 1648 Magistrat Ordinari de Milà, i altres càrrecs de Reial Servei.
Els seus progenitors van tenir tres fills: Gabriela, Vicente i Pedro. Gabriela es va casar amb Francisco Fuertes Azcón, morint als 38 anys. Vicente nascut en 1853 es va traslladar a Saragossa i es va graduar com a Batxiller en Arts a l'Institut d'aquesta Ciutat i posteriorment en 1876 es va llicenciar en Filosofia i Lletres i en Teologia per la Universitat Central de Madrid (a l'Arxiu Històric Nacional espanyol consten la Certificació Acadèmica i Partida de Baptisme). Va ser un filòsof molt proper a Salamero, va treballar com a professor al Col·legi Ibèric i com Bibliotecari en la Universitat de Salamanca. Joaquín Costa ho va retratar literàriament en un text conservat en el quadernet Mosaic.

## Estudis i desenvolupament professional
Pedro Fuertes va precedir al seu germà anant a l'Institut de Saragossa en 1864 on va obtenir el grau de Batxiller en Ciències en 1868. Posteriorment es va traslladar a Madrid on va estudiar Agricultura i va culminar els estudis d'Enginyer Agrònom en 1872. Posteriorment va ser nomenat pel Govern Espanyol per cobrir els càrrecs de Comissari d'Agricultura, Indústria i Comerç en províncies espanyoles, entre elles Còrdova i Jaén, i finalment a Lleida, la seva última destinació amb aquest Càrrec. Els dos germans Fuertes Bardají van ser amics de l'aragonès il·lustre Joaquín Costa que parla d'ells en diversos dels seus llibres, així com d'un altre descendent d'aragonesos il·lustre, Santiago Ramón y Cajal.
A més de la carrera com a enginyer agrícola, va continuar amb la de docent començant com a professor auxiliar a l'Institut de Baeza (Jaén) de física i química. En el seu últim destí, Lleida, Pedro Fuertes Bardaji desenvolupar tota la seva posterior carrera docent i tècnica, en l'administració pública i posteriorment en la política. Va formar part del Comissionat espanyol a l'Exposició Universal de Paris el 1878 i pels rellevants serveis que va prestar, li va valer la concessió al seu favor de l'Encomana de la Real Ordre de Carles III, amb què el Govern espanyol va premiar els seus esforços a estimular la concurrència a aquesta Exposició Universal.
Com Comissari d'Agricultura a Lleida va realitzar una tasca encomiable de vigilància de les vinyes lleidatanes per evitar que la plaga de la fil·loxera de Girona els envaís. Aquest servei li va valer el nomenament per Alfons XII de Comendador de la Real Ordre d'Isabel la Catòlica al juny de 1881. La seva vàlua devant el monarca va fer que l'anomenès Conseller particular. Posteriorment, en 1912 va ser nomenat Comissari Regi de Foment a Lleida on va crear el Butlletí Oficial de Consell de Foment de Lleida, de publicació gratuïta mensual. Va ser nomenat Enginyer en Cap del Cos d'Agrònoms del Regne espanyol jubilant-se amb aquest càrrec.
Al mateix temps que era Comissari d'Agricultura de Lleida, va prosseguir la carrera docent com a professor auxiliar de Ciències a l'Institut de Lleida. L'11 de juny de 1878 el Consell de la Instrucció Pública el va nomenar Catedràtic Supernumerari de la Secció de Ciències de l'Institut de Lleida. Es va presentar a oposicions públiques per a places nacionals de Catedràtic d'Institut de 1888, obtenint la plaça de Catedràtic d'Història Natural a l'Institut de Tapia (Astúries), a la qual va renunciar per llunyania amb el seu domicili, ja que aquest any Pedro estava ja casat i amb almenys 2 fills. La seva persistència i professionalitat va fer que guanyès la plaça de Catedràtic Numerari de Fisica i Quimica al Institut de Lleida en 1890. Uns anys més tard va ser nomenat director d'aquest Institut, càrrec que ocuparia molts anys. Va publicar el llibre Programa d'elements de física per al curs 1894-1895 (Impremta de llibreria, taller i publicacions de Josep Pla. Lleida 1894).
A causa dels seus càrrecs de Docent i en l'Administració Pública, des de l'ordenació de pagaments de l'Ministeri de Foment s'informava el director general d'Instrucció Pública sobre la presumpta incompatibilitat de l'aleshores professor auxiliar-amb la gratificació de 1.000 pessetes- de l'Institut de Lleida, Pedro Fuertes Bardají, que també era enginyer agrònom, amb un haver anual de 3.500 pessetes; encara malgrat la declaració de l'interessat de no rebre altres havers de fons municipals, provincials o de l'Estat. Per tot això, s'informava de la necessitat o no de reintegrar els sous el que seria posteriorment catedràtic de Física i Química.
En el registre de farmacèutics titulars consta que va ser farmacèutic titular a partir de 1926 a la Pobla de Segur, possiblement per mantenir la titularitat del seu fill petit Pedro que es va desplaçar a Lleida pel naixement del seu únic fill Fernando en aquest mateix any.

## La política
La carrera política de Pere Fuertes Bardají es va iniciar amb les eleccions de diputats provincials en 1894, resultant electe Diputat Provincial pel Districte de Tremp-Vielha. Va ser escollit President de la Diputació de Lleida durant aquest mandat entre 1894-1896 i posteriorment en 1899. Durant aquest període es va impulsar la construcció de la Maternitat Provincial (Orfanat) i les ampliacions de l'Hospital Santa Maria. No consta que es presentés a unes noves eleccions. No obstant això va formar part durant molts anys del Partit Liberal Autonomista que defensava els principis democràtics i la Monarquia. Aquest partit tenia una Junta Provincial que nomenava un Consell Executiu que prenia totes les decisions del partit sent Pedro Fuertes membre de l'esmentat Consell. També va formar part de la Junta Electoral Municipal.

## La família
Va conéixer a La Pobla de Segur quan treballava lluitant contra la fil·loxera la que seria la seva muller, Pilar de Geralt Argulló, de la casa de Geralt d'Estac a la comarca lleidatana del Pallars Sobirà; Pilar vivia aleshores a Casa Jordana de La Pobla, on tenien la major part del seu patrimoni i era coneguda per ser una gran amazona. Es casen en 1882 i signen els Capítols Matrimonials aquell mateix any. La Casa de Geralt d'Estac és coneguda per descendir d'ella Magdalena de Geralt, segona esposa del general Moragues, que va dirigir les tropes catalanes a la Guerra de Successió Espanyola (1701-1715). Un cop caigut el Castell de Cardona a mans de les tropes franceses i borbòniques i finalitzada la guerra, la venjança espanyola va fer que el general Moragues fora decapitat i exposat el seu cap per anys en una gàbia als carrers de Barcelona (Portal de Mar) per que cap català es permetés una altra vegada aixecar-se contra Espanya. Magdalena va tornar a la seva comarca natal i posteriorment va aconseguir recuperar el cap del seu marit i donar-li cristiana sepultura.
Pedro Fuertes va tenir sis fills que van sobreviure fins a la adolescència o l'edat adulta: Antònia, que es va casar amb el metge titular d'Aitona (Lleida); Rosario, que morí als 12 anys; Fernando, estudiant de Farmàcia que va morir prematurament de tuberculosi i que va arribar a treballar a la Farmàcia de la Pobla de Segur quan era estudiant (1907) per la mort del seu titular; Carmen que va cuidar del seu pare quan quedà vidu (Pilar de Geralt va morir a Lleida el 12 d'agost de 1915), Dolors que es va casar amb el notari Titular de Barcelona, va enviduar a edat primerenca i va tornar a la Pobla de Segur amb la seva única filla Maria Pilar, i Pedro, el fill més petit, hereu, que es va llicenciar en Farmàcia el 1915 (Universitat de Barcelona) i va exercir a la Pobla de Segur de 1917 a 1938 any de la seva mort (18 de juliol) a l'Hospital Militar de Saragossa en plena guerra civil espanyola, a l'ésser traslladat des de Lleida per una gastritis hemorràgica; van renunciar a transfondre’l perquè en períodes de guerra la sang de donants estava destinada només als soldats. Va ser enterrat en aquesta ciutat.
Pedro Fuertes Bardají va morir a la Pobla de Segur el 20 de juny de 1932, als 82 anys. Abans, el 1926, el 9 de maig, va poder inscriure al registre civil de Lleida al seu net, Fernando Fuertes Llorens, que mantindria el cognom de la Casa Fuertes en terres catalanes.

## La persona
A través de les múltiples cartes i escrits que va deixar i dels testimonis directes, podem entendre que Pedro Fuertes Bardají va ser un aragonès il·lustre de caràcter noble i afable amb un fi sentit de l'humor. Intel·ligent i audaç, entenia la seva carrera política i professional com un mitjà per ajudar i servir. Molt perseverant, que li feia no renunciar als objectius marcats i alhora molt comprensiu amb les debilitats humanes, encara que exigent en la formació dels seus alumnes, als quals els tractava amb paternal cordialitat i simpatia; una de les frases que més pronunciava –i que era tota una declaració de filosofia de vida- era “a la vida tot arriba i tot passa, menys una moneda de coure que tinc guardada al calaix de casa”. Persona molt familiar, va estar al costat dels seus en els moments durs i en el creixement dels seus fills, procurant sempre el millor per a ells.